# 奥地利议会大厦
奥地利议会大厦（德語：Parlament或Hohes Haus，旧称Reichsratsgebäude）是奥地利议会两院的所在地。这座建筑座落在奥地利首都维也纳内城区（第一区）的戒指路，靠近霍夫堡皇宫和維也納司法宮。地理坐标：
议会大厦占地面积超过13500平方米，使之成为戒指路沿线最为庞大的建筑物之一。兴建这座建筑是为了容纳奥地利帝国议会的两院，奥匈帝国奥地利部分（内莱塔尼亚）的立法机关。今天，奥地利议会大厦是国民议会和联邦议会的所在地。议会大厦有100多个房间，其中最重要的是众议院、参议院和原帝国下议院（Abgeordnetenhaus）。 这座建筑还设有图书馆、餐厅、酒吧和健身房。这是重要的国家典礼场地，最引人注目的是奥地利总统宣誓就职仪式和每年10月26日国庆节发表议会演讲。议会有些办公室也设在附近的爱泼斯坦宫等处。

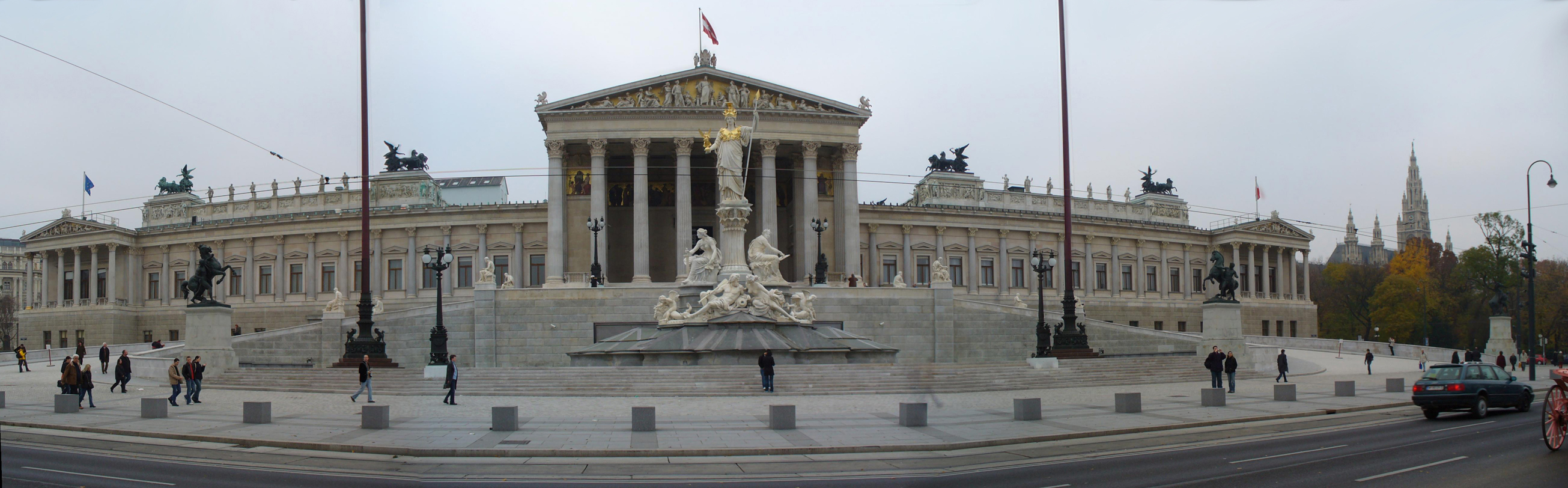
奥地利议会大厦全景

## 建筑历史
奥地利议会大厦兴建于1874年至1883年。负责建造的建筑师是特奥费尔·翰森男爵。他将这座建筑设计为希腊复兴式，包括了协调一致的几部分组成。他还负责室内装饰，如雕像，绘画，家具，吊灯等。该大厦最著名的特色之一是雅典娜雕像和喷泉，都成为维也纳知名的旅游景点。虽然议会会大厦在二战期间严重受损，但是大部分已恢复了原貌。

## 图片

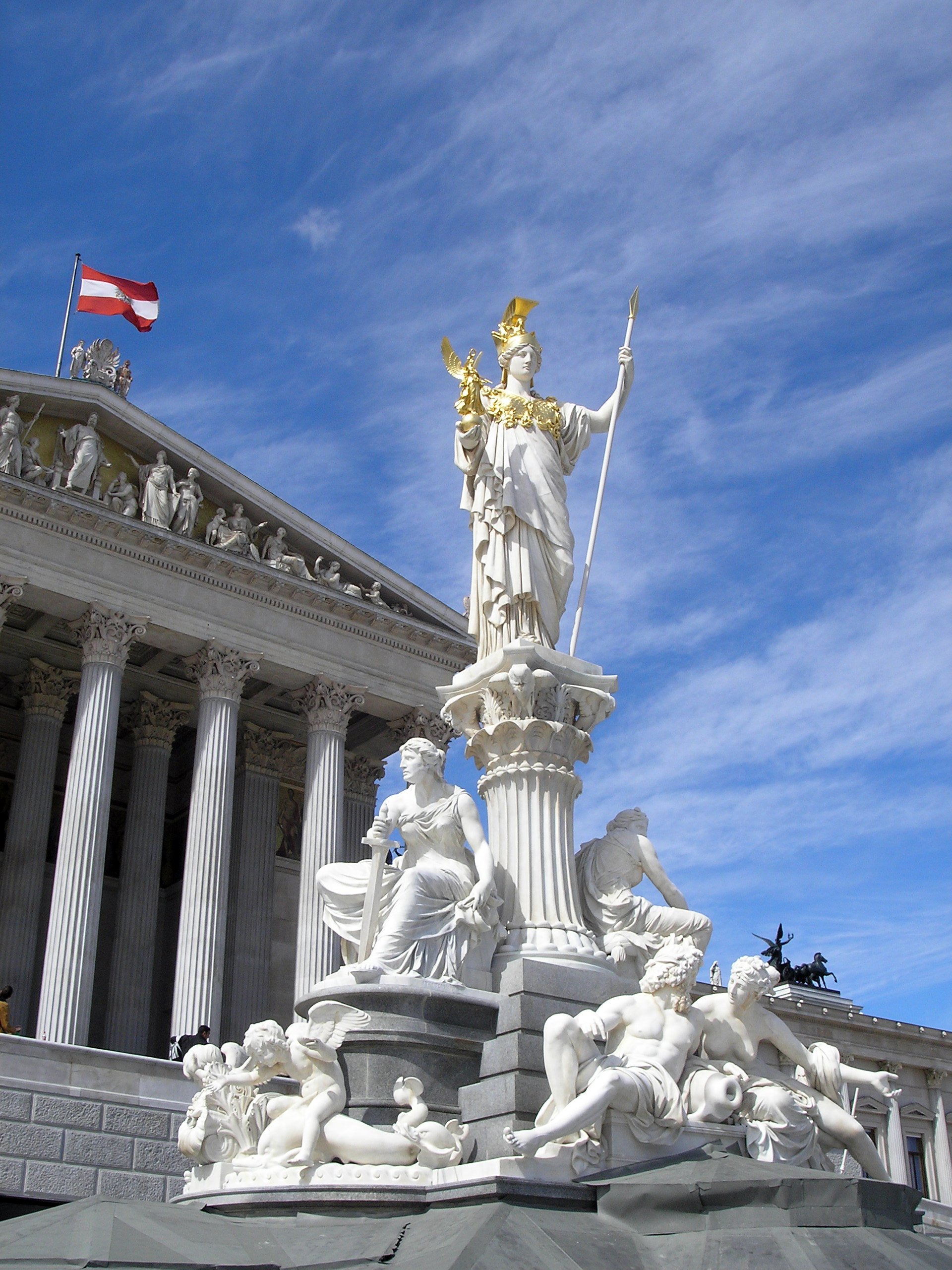
议会大厦前的雅典娜雕像
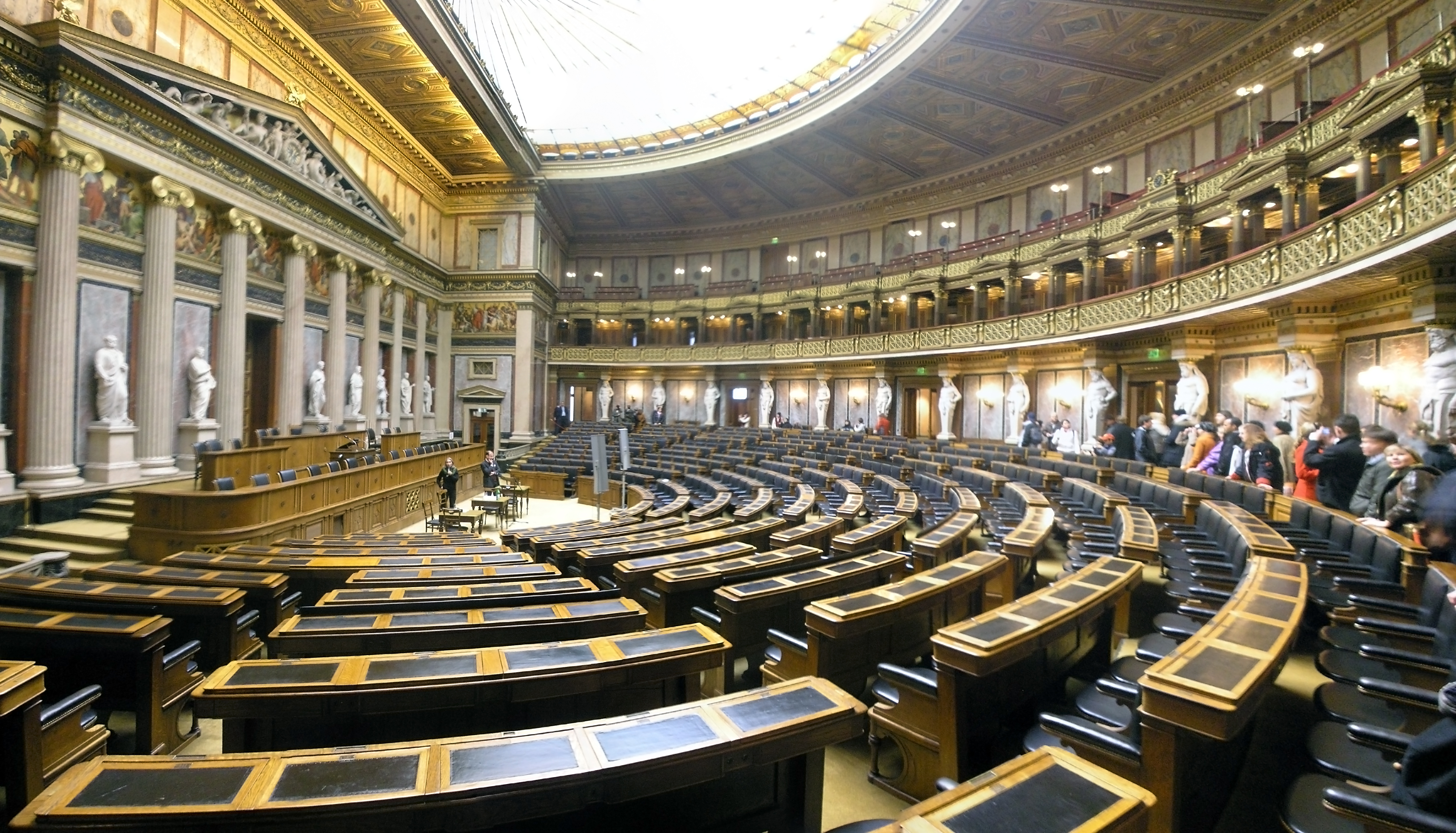
议会会场
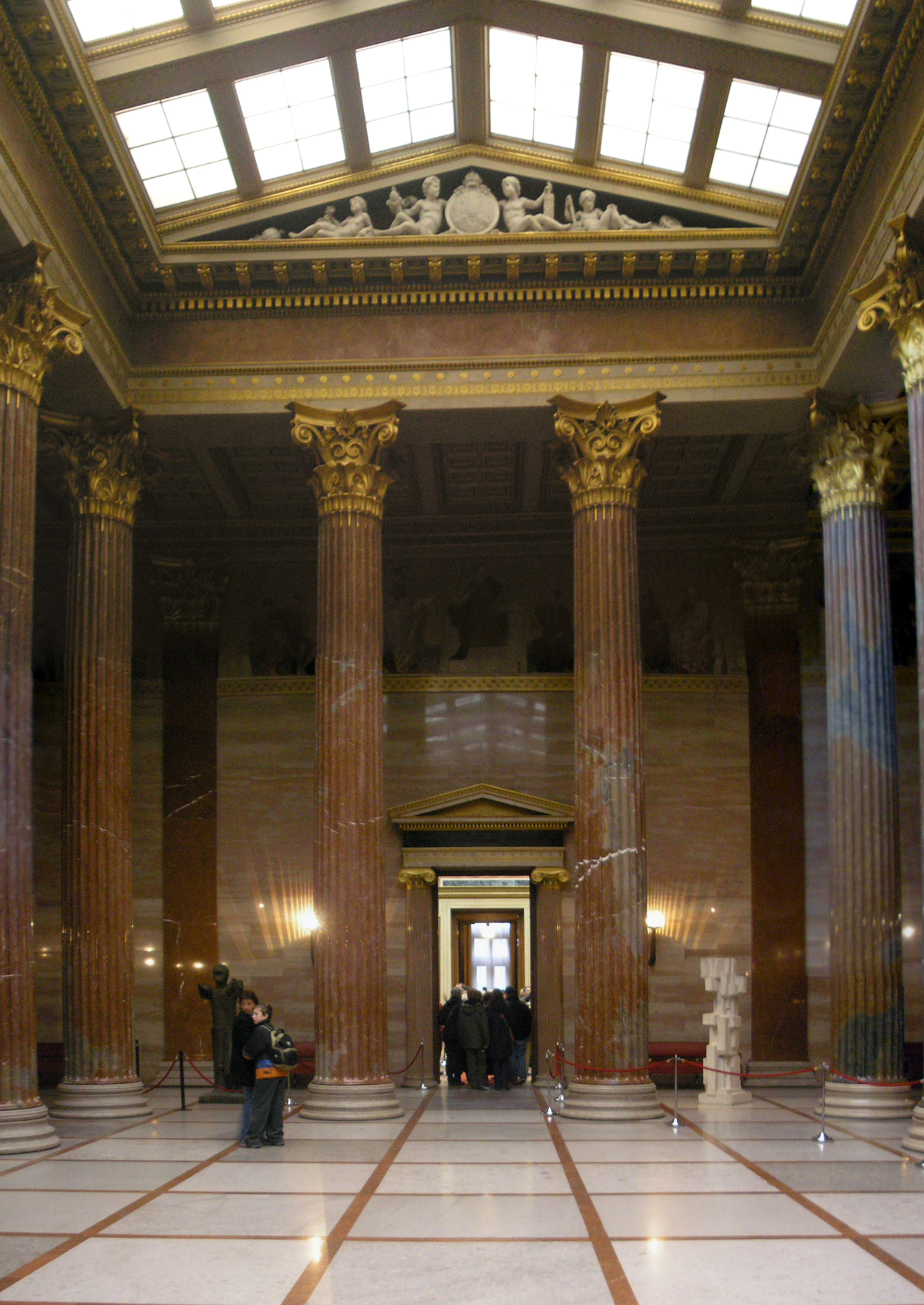
议会大厦内部